# Ortografia de l'extremeny
L'ortografia de l'extremeny és una proposta de normalització de l'ortografia de la llengua extremenya realitzada per Ismael Carmona García, un filòleg extremeny que va promoure la primera trobada en defensa de l'extremeny a principis de la dècada del 2000, a Càceres. La Viquipèdia en extremeny utilitza aquesta norma.

## Redacció
El text es va redactar en els anys 2006 i 2007 amb la finalitat d'unificar les formes escrites de l'extremeny. Passats uns quants anys i després de l'aparició de l'OSCEC (Órganu de Siguimientu i Cordinación del Estremeñu i la su Coltura), es va treballar en el desenvolupament de la primera norma ortogràfica consensuada per a l'estremeny. Aquesta norma va ser publicada al voltant de l'any 2017.
Ortografia de l'extremeny es divideix en dues grans parts, micruortugrafia (microortografia) i macruortugrafia (macroortografia). La microortografia recull les normes per a l'escriptura de cada paraula en si mateixa, mentre que la macroortografia s'encarrega de la redacció de continguts més llargs, des de sintagmes i frases a textos complets.
Juntament amb aquesta obra es va redactar un apèndix dedicat als prefixos curts d'origen grecollatí.
La proposta es basa en sis principis:
1. El fet que la majoria dels extremenys havien estat alfabetitzats en castellà i que les formes estranyes causen reaccions negatives.[1]
2. L'extremeny està emparentat amb certes llengües amb les quals és convenient mantenir una coherència ortogràfica.
3. No introduir elements aliens al context romanç.
4. Equilibri entre la pronunciació més depurada i el sistema d'escriptura, que no sigui excessivament fonètic però tampoc etimològic. S'entenc com a pronunciació depurada aquella que ha conservat millor els trets extremenys dins dels diversos dialectes. Les varietats dialectals que es prenen com a referència són les de Còria i la Vega del Tajo.
5. El sistema ortogràfic ha d'afavorir el seu aprenentatge sent estèticament atractiu i tenint normes senzilles.
6. Únicament han de reflectir-se ortogràficament aquells fets que suposin canvis en la morfologia de la paraula. S'esmenten tres tipus concrets de modificacions: reducció (de cansadu a cansau), expansió (de Calistu a Calistru) i transformació (de clavu a cravu).

## Algunes normes[calcitació]
- /θ/ es representa amb les lletres c (abans d'e, i) o ç (abans d'a, o, u, r): cien, çapatu, Caçris. Les formes que s'obtenen amb aquesta norma són comparables amb les d'altres llengües romanços (per exemple, praça és igual que les formes en portuguès i antic lleonès, si bé els sons no són idèntics).
- /ð/ es representa amb la lletra z: zorru, cozina; comparables a la castellana zorro o al portuguès cozinha.

L'ús de c i z permet algunes distincions entre sordes i sonores. Per exemple, cueçu (artesa) de cuezu (forma del verb cozel).
- Pel fonema /s/ es fa servir s (si és inicial o després de consonant) o ss (intervocàlica): suelu, essu.
- Pell fonema /z/ es fa servir s intervocàlica: casa, missa.

La distinció entre /s/ i /z/ utilitzant s i ss també es fa servir en llengües com el francès, català o portuguès. Com a avantatge addicional, Carmona García explica que els parlants que no distingeixen entre tots dos fonemes no tenen dificultat a entendre les paraules resultants d'aplicar aquesta norma.
Es proposa l'ús de dos tipus d'accents gràfics (titlles), que se situen en les síl·labes tòniques. L'accent agut (´) s'utliza en les paraules esdrúixoles (númeru, bitácura), en les planes acabades en diftong (cámbiu) o vocal llarga (antíguu), i les agudes acabades en a, i, o, o seguides de n, s (viví, jabalín). L'accent circumflex (^) es reserva als monosíl·labs tònics fruit d'una contracció (tô), als participis femenins de la primera conjugació (cantâ) i als adjectius masculins acabats en -û (barbû).